# Stadion Narodowy w Singapurze (2014)
Stadion Narodowy w Singapurze – wielofunkcyjny stadion w Singapurze. Budowa obiektu (powstałego w miejscu poprzedniego stadionu Narodowego) rozpoczęła się w 2010 roku, a jego otwarcie nastąpiło w czerwcu 2014 roku. Pojemność obiektu wynosi 55 000 widzów. Arenę wyposażono w rozsuwane zadaszenie. Konstrukcja dachu stadionu jest największą kopułą na świecie. Obiekt stanowi część kompleksu sportowego Singapore Sports Hub.